# Daniel Brühl
Daniel César Martín Brühl González (phát âm tiếng Đức: [ˈbʁyːl ɡɔnˈt͡sa.ləs] ⓘ; sinh ngày 16/6/1978) là nam diễn viên người Đức gốc Tây Ban Nha.

## Thời thơ ấu
Brühl sinh ra tại Barcelona, Catalunya, Tây Ban Nha. Sau đó không lâu, gia đình anh chuyển đến Köln, Đức sinh sống.

## Danh sách phim

### Điện ảnh
| Năm  | Phim                                   | Vai diễn    | Ghi chú |
| ---- | -------------------------------------- | ----------- | ------- |
| 2016 | Đội trưởng Mỹ: Nội chiến siêu anh hùng | Helmut Zemo |         |

### Truyền hình
| Năm  | Phim                            | Vai diễn    | Ghi chú |
| ---- | ------------------------------- | ----------- | ------- |
| 2021 | Chim Ưng Và Chiến Binh Mùa Đông | Helmut Zemo |         |